# Centaurea reducta
Centaurea reducta — вид квіткових рослин родини айстрових (Asteraceae). Ареал: Ліван, Сирія.